# John Carmichael (3e comte de Hyndford)
Pour les articles homonymes, voir John Carmichael et Carmichael.
John Carmichael, 3e comte de Hyndford (15 mars 1701 - 19 juillet 1767), titré vicomte d'Inglisberry entre 1710 et 1737, est un noble et un diplomate écossais.

## Biographie
Il est le fils de James Carmichael, 2e comte de Hyndford et lui succède au comté en 1737. Il est un représentant des pairs écossais en 1739 et shérif de Lanark à partir de 1739, lord haut commissaire à l'Assemblée générale de l'Église d'Écosse en 1739 et 1740. Il est nommé chevalier du chardon en 1742 et conseiller privé en 1750. Il est vice-amiral de l’Écosse de 1764 à 1767.
Il est envoyé en Prusse de 1741 à 1742 période pendant laquelle il rédige le protocole de Klein-Schnellendorf, en Russie de 1744 à 1749 et à Vienne de 1752 à 1764.
John Carmichael, le fils de son oncle, William Carmichael de Skirling, lui succède.